# Assandrè
Assandrè est une localité du centre de la Côte d'Ivoire, et appartenant au département de Sakassou, Région de la Vallée du Bandama. La localité d'Assandrè est un chef-lieu de commune.